# Presidentvalet i Finland 1973
Presidentvalet 1973 i Finland var inget val i traditionell mening. Finlands riksdag stiftade med röstsiffrorna 170-28 (och 1 blank röst) 1973 en undantagslag genom vilken president Urho Kekkonens ämbetsperiod förlängdes med fyra år. Perioden skulle ha varit till ända den 1 mars 1974, men kom således att sträckas ut till den 1 mars 1978.
Centerpartisten Kekkonen hade vid den här tiden inte bara sitt eget partis fulla stöd, utan hade i det förra presidentvalet 1968 även varit socialdemokraternas, folkdemokraternas och Liberala folkpartiets kandidat. På 1970-talet valde även Samlingspartiet och Svenska folkpartiet att uttala sitt stöd för honom och det fanns därmed inget betydande parti som motsatte sig hans omval.
Kritiken mot förfarandet var hård, men hördes endast från en begränsad krets av opinionsbildare. Georg C. Ehrnrooth, riksdagsman för Svenska folkpartiet, lämnade sitt parti och bildade Konstitutionella folkpartiet för att samla dem som ville hålla sig till regeringsformens normala regler, men partiet fick inget större genomslag och 1978 var man tillbaka till förfarandet med ett konstitutionsenligt presidentval, även om stödet för Kekkonens återval även då var överväldigande.